# 뉴 웨이브 오브 아메리칸 헤비 메탈

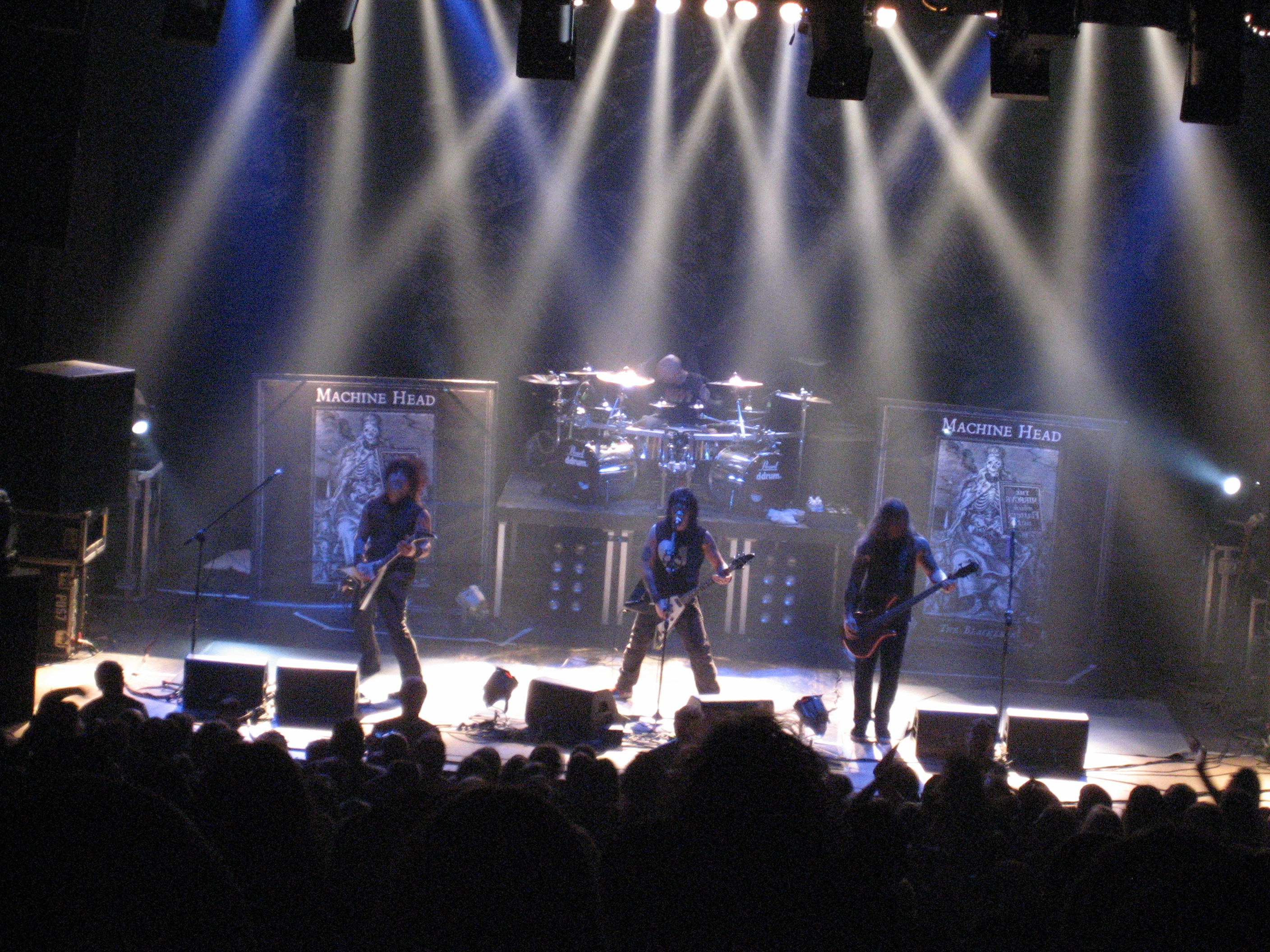

뉴 웨이브 오브 아메리칸 헤비 메탈(New Wave of American Heavy Metal / 대개 NWOAHM이나 NWoAHM로 줄여 쓴다.), 말 그대로 '미국 헤비 메탈의 새로운 파동'은 장르를 지칭하는 개념이 아닌 1990년대 초반과 중반 사이에 미국, 캐나다에서 기원한 헤비 메탈 음악의 집단적인 움직임(운동)이며 2000년대 초-중반까지 확장되어 나타났다. NWOAHM이란 용어는 1980년경에 시작된 뉴 웨이브 오브 브리티쉬 헤비 메탈(New Wave of British Heavy Metal) 운동의 영향을 받았으나 현재까지도 NWOBHM만큼의 영향력을 가지진 못했다. NWOAHM은 여러 메탈 장르를 파생시켰는데 대표적으로 얼터너티브 메탈, 그루브 메탈, 인더스트리얼 메탈, 누 메탈, 메탈코어 등이 있다.
이 용어가 빈번하게 록 매체에서 사용되었음에도 불구하고, 이 정의는 완벽하게 결말을 짓지 못했다. 그 이유는 NWOBHM 시절의 밴드들과는 달리, NWOAHM의 물결을 타고 생겨난 신진 밴드들의 음악이 예전과는 전혀 다른 새로운 음악이라고 볼 수 없기 때문이다. 오랫동안 메탈에 관련된 저널과 책자를 출판한 작가 게리 셰이프영은 NWOAHM을 "유럽적인 리프 진행과 거친 보컬의 조화"라고 묘사하면서 용어의 정의를 좀 더 분명하게 했다. NWOAHM은 헤비 메탈을 메인스트림의 물결로 복귀하도록 했다고 평가된다.